# Jaser Arafat
Mohamed Abdel Rahman Abdel Rauf Arafat al-Kudua al-Huseini (arabsko محمد ياسر عبد الرحمن عبد الرؤوف عرفات القدوة الحسيني, latinizirano: Muḥammad Yāsir ʿAbd al-Raḥmān ʻAbd al-Raʼūf ʿArafāt al-Qudwa al-Ḥusaynī), večinoma znan kot Jaser Arafat (arabsko ياسر عرفات, latinizirano: Yāsir ʿArafāt) ali po kunji Abu Amar (arabsko أبو عمار, latinizirano: ʾAbū ʿAmmār), palestinski politični voditelj, * 4. ali 24. avgust :269 1929, Kairo, 11. november 2004, Clamart, Francija.
Bil je vodja Palestinske osvobodilne organizacije od 1969 do 2004 in predsednik Palestinske narodne uprave od 1994 do 2004. Ideološko je bil arabski nacionalist in socialist ter ustanovni član politične stranke Fatah, ki jo je vodil od leta 1959 do 2004.
Arafat se je rodil palestinskim staršem v Kairu v Egiptu, kjer je preživel večino svoje mladosti in kjer je na univerzi kralja Fuada I. tudi študiral. Med študijem je prevzel arabske nacionalistične in protisionistične ideje. Nasprotoval je ustanovitvi države Izrael leta 1948 in se med arabsko-izraelsko vojno leta 1948 boril skupaj z Muslimansko bratovščino. Po porazu arabskih sil se je Arafat vrnil v Kairo in od leta 1952 do 1956 deloval kot predsednik Splošne zveze palestinskih študentov.
V drugi polovici petdesetih let dvajsetega stoletja je Arafat soustanovil Fatah, paravojaško organizacijo, ki si je prizadevala za odstranitev Izraela in njegovo nadomestitev s palestinsko državo. Fatah je deloval v več arabskih državah, od koder je izvajal napade na izraelske cilje. V drugi polovici šestdesetih let je Arafatov politični pomen rasel; leta 1967 se je pridružil Palestinski osvobodilni organizaciji in bil leta 1969 izvoljen za predsednika Palestinskega nacionalnega sveta. Vse večja prisotnost Fataha v Jordaniji je povzročila vojaške spopade z jordansko vlado kralja Huseina in v zgodnjih sedemdesetih letih dvajsetega stoletja se je preselil v Libanon. Tam je Fatah med libanonsko državljansko vojno pomagal libanonskemu nacionalnemu gibanju in nadaljeval z napadi na Izrael, zaradi česar je organizacija postala glavna tarča izraelskih vojaških napadov med konfliktom v Južnem Libanonu leta 1978 in libanonsko vojno leta 1982.
Od leta 1983 do 1993 je Arafat živel v Tuniziji in začel preusmerjati svoj pristop od odprtega konflikta z Izraelci k pogajanjem. Leta 1988 je Izraelu priznal pravico do obstoja in si prizadeval za rešitev izraelsko-palestinskega spora z dvema državama. Leta 1994 se je vrnil v Palestino, se naselil v mestu Gaza in spodbujal samoupravo na palestinskih ozemljih. V želji, da bi končal konflikt med Izraelom in POO, je sodeloval v vrsti pogajanj z izraelsko vlado. Ti so vključevali madridsko konferenco leta 1991, sporazume iz Osla leta 1993 in vrh v Camp Davidu leta 2000. Uspeh pogajanj v Oslu je leta 1994 pripeljal do tega, da je Arafat skupaj z izraelskima premierjema Jicakom Rabinom in Šimonom Peresom prejel Nobelovo nagrado za mir. Takrat je podpora Fatahu med Palestinci upadla ob hkratnem vzponu Hamasa in drugih militantnih tekmecev. Konec leta 2004, potem ko ga je izraelska vojska več kot dve leti dejansko zadrževala v njegovem kompleksu v Ramali, je Arafat padel v komo in umrl. Vzrok smrti še bil predmet številnih ugibanj, vendar so preiskave ruskih in francoskih ekip pokazale, da ni šlo za namerno smrt.
Arafat ostaja večplastna osebnost. Palestinci nanj na splošno gledajo kot na mučenika, ki je simboliziral nacionalne težnje svojega ljudstva. Izraelci so ga obravnavali kot terorista. Palestinski tekmeci, vključno z islamisti in številnimi levičarji v POO, so ga pogosto obsojali kot skorumpiranega ali preveč popustljivega proti izraelski vladi.

## Zapuščina
Kraji, poimenovani v njegovo čast, so med drugim:
- Državna bolnišnica mučenika Jaserja Arafata
- Pokal Jaserja Arafata
- Mednarodno letališče Jaser Arafat